# Благой Истатов (стадион)
„Благой Истатов“ (на македонска литературна норма: „Благој Истатов“) е градският футболен стадион в Струмица, Северна Македония. Стадионът е даден на концесия на ФК Беласица (Струмица).
Стадионът е разположен в Градския парк. Изграден е в 1950 година под името „Младост“ с капацитет от 4500 зрители. Обновяват е много пъти. Стадионот има централно игрище и още 3 помощни игрища. Освен Беласица, стадионът се използва от ФК Тиверия и от Академия Пандев.
В 2017 година за два месеца стадионът е обновен според стандардите на УЕФА и заедно Национална арена „Тоше Проески“ е единствен такъв стадион в страната. Ремонтът е финансиран от Футболната федерация на Македония и от Агенцията за младежка испорта и община Струмица. Изградени са две нови трибуни - източна и западна с капацитет от 1200 нови места. Седалките са обновени, изградени са нови телевизионни платформи, поставени са нови прожекториот 1570 лукса и генератор при евентуално спиране на тока.
В 2019 година е прекръстен на името на видния футболист на Беласица Благой Истатов.